# Perdita chionostoma
Perdita chionostoma là một loài Hymenoptera trong họ Andrenidae. Loài này được Timberlake mô tả khoa học năm 1964.